# Оффретит
Оффретит — довольно редкий минерал, алюмосиликат, относящийся к группе цеолитов. Открыт в 1890 году. Образуется в измененных базальтах.

## Свойства
Сингония гексагональная. Плотность 2.13 г/см³. Прозрачен. Блеск стеклянный или жирный. Может обладать слабой радиоактивностью (43.33 GRapi).

## Месторождения
Оффретит встречается в Чехии, Германии и Франции. Обнаружен также в России и на Украине, но в небольших количествах. Впервые его обнаружили во Франции.

## Происхождение названия
Оффретит назван в честь Альберта Жюля Жозефа Оффрета, профессора научного факультета, Лион, Франция.